# Toxicocalamus mintoni
Toxicocalamus mintoni — вид отруйних змій родини аспідових (Elapidae). Ендемік Папуа Нової Гвінеї.

## Поширення й екологія
Toxicocalamus mintoni є ендеміками острова Ванатінаї в архіпелазі Луїзіада. Вони живуть в тропічних лісах. Ведуть денний, напівриючий спосіб життя. Живляться черв'яками. Відкладають яйця.